# Arrondissement de Goldberg

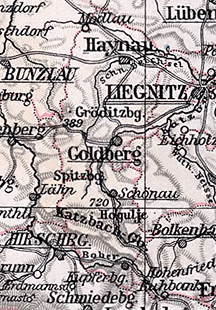
L'arrondissement de Goldberg-Haynau dans les limites de 1820 à 1932

L'arrondissement de Goldberg (de 1817 à 1932 arrondissement de Goldberg-Haynau) est un arrondissement prussien en Silésie existe de 1742 à 1945. Le siège de l'arrondissement est Goldberg-en-Silésie. L'ancien territoire de l'arrondissement fait maintenant partie des powiats polonais de Złotoryja et Legnica dans la voïvodie de Basse-Silésie.

## Histoire

### Royaume de Prusse

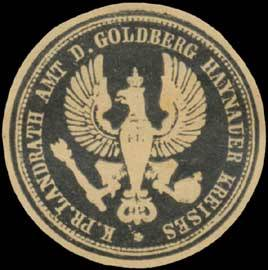
Marque de sceau de l'administrateur de l'arrondissement de Goldberg-Haynau

Après la conquête de la majeure partie de la Silésie par la Prusse en 1741, les structures administratives prussiennes sont introduites en Basse-Silésie par l'ordre du cabinet royal du 25 novembre 1741. Celles-ci comprennent la création de deux chambres de guerre et de domaine (de) à Breslau et Glogau ainsi que leur division en arrondissements et la nomination d' administrateurs d'arrondissement le 1er janvier 1742
Dans la principauté de Liegnitz, des arrondissements prussiens sont formés à partir des trois anciens faubourgs silésiens existants de Goldberg-Haynau, Liegnitz et Lüben. Heinrich Sigismund von Festenberg-Pakisch est nommé premier administrateur de l'arorndissement de Goldberg-Haynau,. L'arrondissement est subordonné à la chambre de guerre et de domaine de Glogau, dont le district de Liegnitz dans la province de Silésie émerge au cours des réformes Stein-Hardenberg en 1815.
Dans le cadre des régularisations des frontières entre les districts de Liegnitz et Reichenbach, les villages de Peiswitz et Riemberg sont transférés le 1er janvier 1817 de l'arrondissement de Jauer à l'arrondissement de Goldberg-Haynau. En mars 1817, le siège de l'arrondissement est déplacé de Goldberg à Haynau et l'arrondissement est rebaptisé arrondissement de Goldberg-Haynau.
Lors de la réforme des arrondissements du 1er janvier 1820 dans le district de Liegnitz, l'arrondissement de Goldberg-Haynau reçoit le village de Siegendorf de l'arrondissement de Liegnitz et cède à son tour le village de Wildschütz à l'arrondissement de Liegnitz. En outre, les villages de Brockendorf, Grüßiggrund, Märzdorf, Petschendorf, Sankt Hedwigsdorf et Woitsdorf sont transférés de l'arrondissement de Bunzlau à l'arrondissement de Goldberg-Haynau, et les villages de Buchwald et Fuchsmühl de l'arrondissement de Goldberg-Haynau à l'arrondissement de Lüben.

### État libre de Prusse
La province de Silésie est dissoute le 8 novembre 1919. La nouvelle province de Basse-Silésie est formée à partir des districts de Breslau et Liegnitz. Le 30 septembre 1929, tous les districts de domaine de l'arrondissement de Goldberg-Haynau sont dissous et attribués aux communes voisines conformément à l'évolution du reste de la Prusse.
Le 1er octobre 1932, la majeure partie de l'arrondissement dissous de Schönau, dont la ville de Schönau à l'arrondissement de Goldberg-Haynau, qui est rebaptisé arrondissement de Goldberg à la même époque. De plus, la commune de Siegendorf est transférée de l'arrondissement de Goldberg-Haynau à l'arrondissement de Liegnitz. Les communes de Haasel, Hänchen, Laasnig et Prausnitz sont transférées de l'arrondissement dissous de Jauer à l'arrondissement de Goldberg,>.
Le 1er avril 1938, les provinces prussiennes de Basse-Silésie et de Haute-Silésie fusionnent pour former la nouvelle province de Silésie. Le 18 janvier 1941, la province de Silésie est dissoute. La nouvelle province de Basse-Silésie est formée à partir des districts de Breslau et Liegnitz.
Au printemps 1945, l'arrondissement est occupé par l'Armée rouge. À l'été 1945, l'arrondissement est placé sous administration polonaise par les forces d'occupation soviétiques conformément à l'Accord de Potsdam (de). L'afflux de civils polonais commence dans l'arrondissement, dont certains viennent des zones à l'est de la ligne Curzon qui sont tombées aux mains de l'Union soviétique. Dans la période qui suit, la majeure partie de la population allemande est expulsée de l'arrondissement.

## Goldberg et Solingen
Le 11 septembre 1955, jour de la fête nationale, la ville de Solingen parraine l'arrondissement de Goldberg. À cette occasion, 500 anciens goldbergeois se rendent à Solingen pour assister à la remise du certificat de parrainage. La ville de Solingen s'engage à mettre en place un bureau de renseignements, à organiser les rencontres de la région de Goldberg et à créer un lieu (la "Goldberg-Stube") dans les archives de la ville de Solingen (de) pour la collection d'archives et de souvenirs des goldbergeois. La collection est régulièrement enrichie par des prêts et des dons.

## Évolution de la démographie
| Année | Habitants | Source |
| ----- | --------- | ------ |
| 1795  | 38 269    | [ 9 ]  |
| 1819  | 38 413    | [ 10 ] |
| 1846  | 51 492    | [ 11 ] |
| 1871  | 49 695    | [ 12 ] |
| 1885  | 49 854    | [ 13 ] |
| 1900  | 56 533    | [ 14 ] |
| 1910  | 58 118    | [ 14 ] |
| 1925  | 53 550    | [ 15 ] |
| 1939  | 70 025    | [ 15 ] |

## Administrateurs de l'arrondissement
- 1742–175100George Heinrich Sigismund von Festenberg und Packisch (de) (1680–1751)
- 1752–176100George Heinrich Sigismund von Festenberg und Packisch (de) (1705–1761)[4]
- 1761–176400Christoph Heinrich von Festenberg und Pakisch (de)[4]
- 1770–178200Friedrich Reinhard von Redern und Probsthayn (de)[4]
- 1783–179000Valentin Sigismund von Redern und Probsthayn (de)[4]
- 1790–180500Hans Christian Alexander von Schweinitz (de)[4]
- 1806–181400Caspar Conrad Gottlieb von Zedlitz (de)
- 1814–182100Karl Alexander Sebastian von Johnston
- 1821–184100Müller
- 1841–184800Sylvius Ernst Karl Joachim von Elsner
- 1848–185100Guido von Skal
- 1851–189200Ernst Theodor von Rothkirch-Trach (de)
- 1892–192200Maximilian von Rothkirch und Trach
- 1922–193200Alfons Gauglitz
- 19320000000Koch
- 1932–193400Edmund Strutz (de)
- 1934–194100Erich Daluege (de)
- 1941–194500Hans von Studnitz

## Constitution communale
Depuis le XIXe siècle, l'arrondissement de Goldberg-Haynau est divisé en villes, en communes et en districts de domaine. Avec l'introduction de la loi constitutionnelle prussienne sur les communes du 15 décembre 1933 ainsi que le code communal allemand du 30 janvier 1935, le principe du leader est appliqué au niveau municipal. Une nouvelle constitution d'arrondissement n'est plus créée; Les règlements de l'arrondissement pour les provinces de Prusse-Orientale et Occidentale, de Brandebourg, de Poméranie, de Silésie et de Saxe du 19 mars 1881 restent applicables.

## Communes
L'arrondissement de Goldberg comprend pour la dernière fois trois villes et 71 communes  :
| - Adelsdorf - Alt Schönau - Altenlohm - Alzenau - Bärsdorf-Trach - Baudmannsdorf - Bielau - Bischdorf - Brockendorf - Doberschau - Falkenhain - Georgenthal - Giersdorf - Goldberg, ville - Goldberger Vorwerke - Göllschau - Gröditzberg - Groß Tschirbsdorf - Haasel | - Harpersdorf - Haynau, ville - Haynauisch Hermsdorf - Hermsdorf-sur-la-Katzbach - Herrmannswaldau - Hockenau - Hohendorf - Hohenliebenthal - Hundorf - Johnsdorf - Kaiserswaldau - Kauffung - Klein Helmsdorf - Konradsdorf - Konradswaldau - Kopatsch - Kosendau - Kreibau - Laasnig | - Leisersdorf - Lobendau - Ludwigsdorf - Märzdorf - Michelsdorfer Vorwerke - Modelsdorf - Neudorf a. Gröditzberge - Neudorf a. Rennwege - Neukirch - Panthenau - Peiswitz - Pilgramsdorf - Pohlswinkel - Prausnitz - Probsthain - Reichwaldau - Reisicht - Röchlitz - Röversdorf | - Samitz - Schönau-sur-la-Katzbach, ville - Schönfeld - Schönwaldau - Seifersdorf - Steinberg - Steinsdorf - Steudnitz - Straupitz - Tammendorf - Tiefhartmannsdorf - Ulbersdorf - Vorhaus - Wilhelmsdorf - Wittgendorf - Woitsdorf - Wolfsdorf |

En 1938, les communes suivantes perdent leur indépendance :
| - Armenruh, le 17 octobre 1928 à Harpersdorf - Blumen le 1er avril 1937 à Lobendau - Geiersberg, le 1er avril 1938 à Wolfsdorf - Gnadendorf, le 11 août 1928 à Bischdorf - Gohlsdorf, le 1er avril 1937 à Panthenau - Goldbergisch Hermsdorf, le 17 octobre 1928 à Hermsdorf ad Katzbach - Goldbergisch Ulbersdorf, le 30 septembre 1928 à Ulbersdorf - Hainwald, le 17 octobre 1928 à Hockenau - Hänchen, sur 1er avril 1937 à Laasnig - Haynauer Vorwerke, le 17 octobre 1928 à Michelsdorfer Vorwerke - Haynauisch Nieder Hermsdorf, le 17 octobre 1928 à Haynauisch Hermsdorf - Haynauisch Ober Hermsdorf, le 17 octobre 1928 à Haynauisch Hermsdorf - Hoberg, le 30 septembre 1928 à Goldberger Vorwerke - Knobelsdorf, le 1er avril 1938 à Giersdorf - Moyen Bielau, le 30 septembre 1928 à Bielau - Milieu Leisersdorf, le 30 septembre 1928 à Leisersdorf - Middle Nieder Kaiserswaldau, le 30 septembre 1928 à Kaiserswaldau - Mittel Nieder Steinsdorf, le 3 novembre 1922 à Steinsdorf - Moschendorf, le 17 octobre 1928 au village de mars - Neuschweinitz, le 17 octobre 1928 à Alzenau - Nieder Adelsdorf, le 17 octobre 1928 à Adelsdorf - Nieder Alzenau, le 17 octobre 1928 à Alzenau - Nieder Bielau, le 30 septembre 1928 à Bielau - Nieder Falkenhain, le 1er avril 1938 à Falkenhain - Nieder Harpersdorf, le 17 octobre 1928 à Harpersdorf - Nieder Leisersdorf, le 30 septembre 1928 à Leisersdorf - Nieder Lobendau, le 30 septembre 1928 à Lobendau - Nieder Michelsdorf, le 17 octobre 1928 à Michelsdorfer Vorwerke - Nieder Schellendorf, au 1er avril 1937 à Baudmannsdorf - Nieder Wittgendorf, le 17 octobre 1928 à Wittgendorf | - Ober Adelsdorf, le 17 octobre 1928 à Adelsdorf - Ober Alzenau, le 17 octobre 1928 à Alzenau - Ober Bielau, le 30 septembre 1928 à Bielau - Ober Gröditz, 1928 à Gröditzberg - Ober Harpersdorf, le 17 octobre 1928 à Harpersdorf - Ober Kaiserswaldau, le 30 septembre 1928 à Kaiserswaldau - Ober Leisersdorf, le 30 septembre 1928 à Leisersdorf - Ober Lobendau, le 30 septembre 1928 à Lobendau - Ober Mittel Falkenhain, le 1er avril 1938 à Falkenhain - Ober Nieder Leisersdorf, le 30 septembre 1928 à Leisersdorf - Ober Steinsdorf, le 3 novembre 1922 à Steinsdorf - Ober Wittgendorf, le 17 octobre 1928 à Wittgendorf - Oberau, le 1er janvier 1925 à Goldberg - Petersdorf, le 1er avril 1938 à Konradsdorf - Petschendorf, le 20 juillet 1925 à Doberschau - Pohlsdorf, le 1er avril 1937 à Panthenau - Radchen, le 1er avril 1937 à Kaiserswaldau - Ratschin, le 1er avril 1937 à Tiefhartmannsdorf - Riemberg, le 1er avril 1937 à Hohendorf - Rosenau, le 1er avril 1937 à Neukirch - Rothbrunnig, le 1er avril 1937 à Giersdorf - Sankt Hedwigshof, au 1er avril 1937 à Modelsdorf - Scharfenort, le 1er avril 1937 à Lobendau - Schierau, le 1er avril 1937 à Straupitz - Seiffenau, le 17 octobre 1928 à Hermsdorf ad Katzbach - Taschenhof, au 1er avril 1937 à Neukirch - Toppendorf, le 1er avril 1937 à Alzenau - Chechendorf, le 1er avril 1937 à Schönfeld - Wüttchenau, le 6 janvier 1908 à Ober Gröditz |

## Changements de noms de lieux
En 1936, la commune de Kopatsch est rebaptisée Schneebach, la commune de Tscheschendorf en Georgenruh et la commune de Groß Tschirbsdorf en Sandwaldau.

## Personnalités
- George Heinrich Sigismund von Festenberg et Packisch (1680–1751), d'abord juge de la cour et ancien de l'État dans le faubourg de Goldberg-Haynau, puis de 1742 à 1751 administrateur de l'arrondissement prussien de Goldberg-Haynau
- Ferdinand Joachimsthal (1818-1861), mathématicien né à Goldberg
- Heinrich Lichner (1829-1898), compositeur né à Harpersdorf
- Waldemar Dyhrenfurth (de) (1849-1899), procureur, critique social bizarre, créateur de Bonifazius Kiesewetter (de)
- Georg Michaelis (1857-1936), homme politique né à Haynau
- Carl Kühne (de) (1871-1956), ingénieur, né à Neuwiese
- Joachim von Siegroth (1896-1945), général né à Oberlobendau
- Hans-Ulrich Rudel (1916-1982), pilote d'attaque et officier de la Wehrmacht